# Vaillantsplein
Het Vaillantsplein, bijnaam Spanhoek, tot 1887 het Brandplein genaamd, is een plein in de historische binnenstad van Paramaribo. Het wordt omringd door de Keizerstraat en twee uitlopers van de Heiligenweg.

## Stadsbrand van 1821

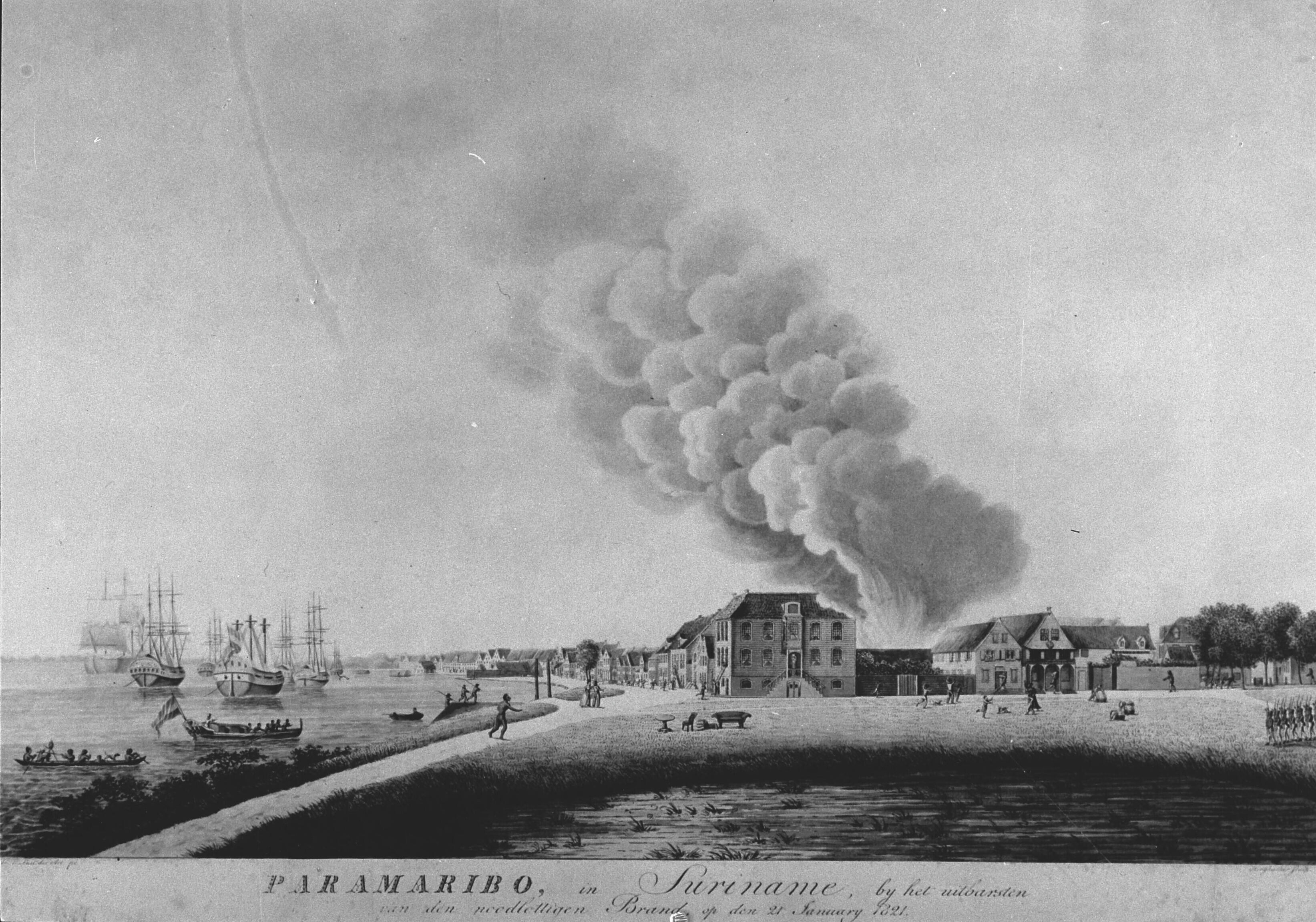
Prent van de stadsbrand van 1821

Het plein is ontstaan na de stadsbrand van 1821. Deze brand brak uit op zondagmiddag 21 januari 1821 rond half twee in een huis op de hoek van het Gouvernementsplein en de Waterkant. De brand bleef vervolgens overslaan op andere huizen tot de brand de volgende dag om twaalf uur onder controle was. In tien straten brandden alle huizen af. Ook andere straten werden zwaar getroffen. Na de brand werd gekozen voor een open ruimte waardoor een toekomstige brand moeilijker zou kunnen overslaan. Deze open ruimte heette aanvankelijk het Brandplein en kreeg later de naam Vaillantsplein, als verwijzing naar Cornelis Vaillant, die gouverneur was in 1821. De naamsverandering vond plaats in 1877.

## Renovatie en naam
Van maart 2023 tot april 2025 werd het plein grondig gerenoveerd. De fontein kreeg de naam Yogh Fontein, naar Yogh Hospitality die in het project investeerde en ook het onderhoud twintig jaar lang voor zijn rekening zal nemen. Het ministerie van Onderwijs, Wetenschap en Cultuur liet anderhalf week later weten de nieuwe naam onaanvaardbaar te vinden. Het ministerie vond het in strijd met de culturele en historische waarde van het monument waar de fontein deel van uitmaakt. Ook was het niet betrokken geweest bij de naamsverandering, terwijl ze dit per beschikking had moeten besluiten. Het liet evenwel weten dat de erkenning voor de bijdrage van Yogh Hospitality op zijn plaats is en er een andere manier zoals een informatiebord zou kunnen dienen om die erkenning te laten blijken. Hierna reageerde minister Riad Nurmohamed van Openbare Werken dat het niet zou gaan om een naamsverandering maar om een troetelnaam (bijnaam).

## Landsspoorweg
Tot 1958 was het Vaillantsplein het vertrekpunt van de Landsspoorweg. Dit was een smalspoorlijn naar Benzdorp in het stroomgebied van de Lawa in Oost-Suriname die was aangelegd tijdens de goudkoorts aan het van begin 20e eeuw. Het startpunt werd later verlegd naar Beekhuizen. De lijn werd in 1987 opgeheven.

## Gedenktekens
Op het plein stond van 1912 tot 1966 het borstbeeld van de ontdekkingsreiziger Johan Eilerts de Haan. Toen maakte het plaats voor het Statenmonument. Verder bevindt zich een politiepost op het plein met daar bovenop het Carillon. Hieronder volgt het overzicht van de gedenktekens:

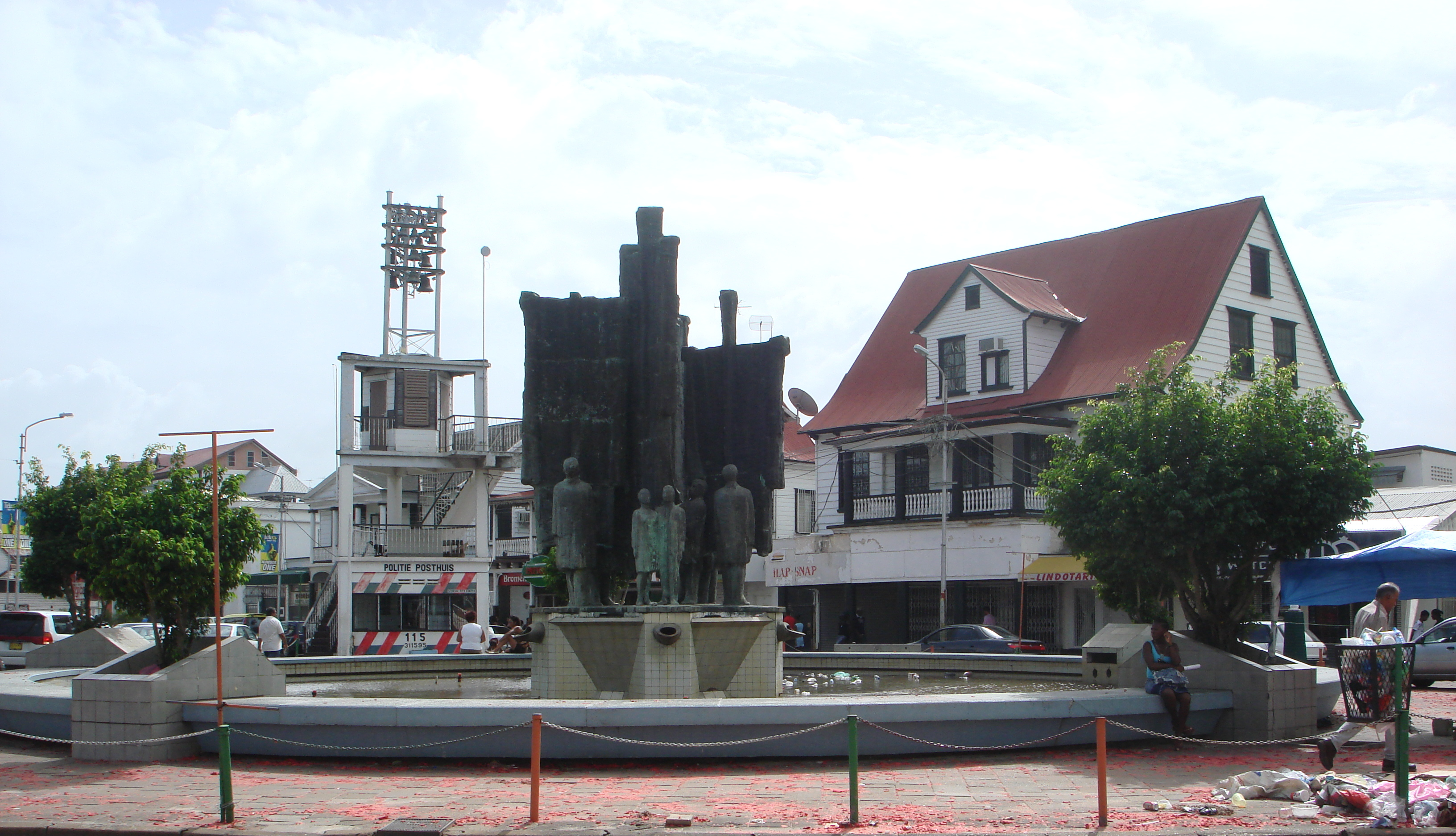
Het Statenmonument en de politiepost met het Carillon

| Onderwerp      | Type         | Kunstenaar                | Onthulling | Omschrijving                                |
| -------------- | ------------ | ------------------------- | ---------- | ------------------------------------------- |
| Statenmonument | beeldengroep | Stuart Robles de Medina   | 1966       | 100-jarig jubileum Staten van Suriname      |
| Carillon       | klokkenspel  | Klokkengieterij Eijsbouts | 1978       | geschenk Nederlandse Eerste en Tweede Kamer |